# Thực bào
1. Các thụ thể bề mặt thực bào không đi đến không kích hoạt thực bào.
2. Ràng buộc của các thụ thể khiến chúng thành cụm.
3. Thực bào  được kích hoạt và hạt được thực hiện bởi thực bào..

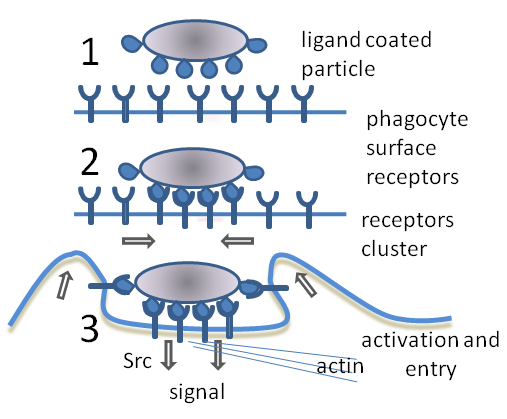
Thực bào theo ba bước: esti

Trong sinh học tế bào, thực bào (từ tiếng Hy Lạp cổ đại φαγεῖν (phagein), có nghĩa là 'nuốt', κύτος, (kytos), có nghĩa là 'tế bào', và -osis, có nghĩa là 'quy trình') là quá trình mà một tế bào - thường là phagocyte hoặc một protist - nhấn chìm một hạt rắn để tạo thành một khoang bên trong được gọi là phagosome. Nó khác với các hình thức khác của endocytosis, như pinocytosis, liên quan đến sự nội bộ hóa của các chất lỏng ngoại bào. Phagocytosis liên quan đến việc mua các chất dinh dưỡng cho một số tế bào. Quá trình này tương đồng với việc ăn ở mức độ sinh vật đơn bào; ở động vật đa bào, quá trình này đã được điều chỉnh để loại bỏ các mảnh vụn và tác nhân gây bệnh, thay vì dùng nhiên liệu cho các quá trình tế bào, ngoại trừ trong trường hợp của Trichoplax động vật.
Trong hệ thống miễn dịch của một sinh vật, thực bào là một cơ chế chính được sử dụng để loại bỏ mầm bệnh và các mảnh vụn tế bào. Ví dụ, khi một đại thực bào ăn một vi sinh vật gây bệnh, mầm bệnh sẽ bị mắc kẹt trong một phagosome, sau đó kết hợp với một lysosome để tạo thành một phagolysosome. Trong phagolysosome, các enzyme và peroxide độc hại tiêu hóa mầm bệnh. Vi khuẩn, tế bào mô chết, và các hạt khoáng nhỏ là tất cả các ví dụ về các vật thể có thể bị tế bào nuốt đi.

## Lịch sử
Thực bào lần đầu tiên được ghi nhận bởi bác sĩ người Canada William Osler (1876), và sau đó được nghiên cứu và đặt tên bởi Élie Metchnikoff (1880, 1883).

## Trong hệ miễn dịch

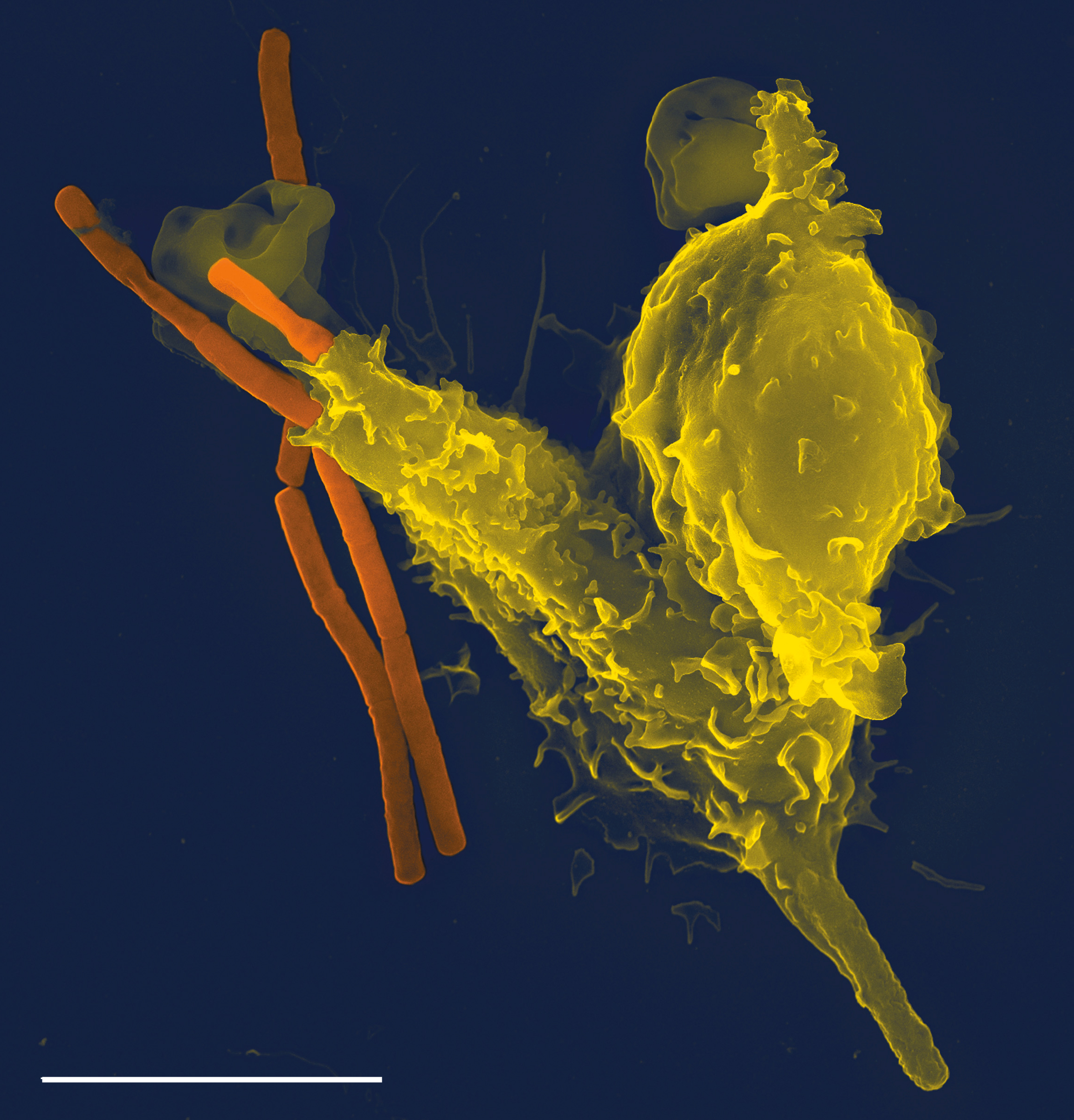
Hiển vi điện tử quét của thực bào thực bào (màu vàng, bên phải) bacilli anthrax (cam, trái)

Thực bào Phagocytosis trong các tế bào miễn dịch của động vật có vú được kích hoạt bằng cách gắn vào mô hình phân tử liên quan đến mầm bệnh (PAMPS), dẫn đến kích hoạt NF-κB. Opsonin s như C3b và kháng thể có thể hoạt động như các vị trí gắn kết và hỗ trợ thực bào mầm bệnh.